# Desoriëntatie
Desoriëntatie is de aanduiding voor het niet goed weten waar men zich bevindt, het niet georiënteerd zijn (oriënt = oosten, dus oriëntatie → weten waar het oosten is).
In de geneeskunde wordt de oriëntatie vaak getest op drie aspecten: oriëntatie in tijd, plaats en persoon. 
- Tijd: Weet de patiënt wat voor dag, maand, jaar, weekdag het is? Weet hij, zonder op de klok te kijken, ongeveer hoe laat het is, welk seizoen het is?
De oriëntatie in tijd is vaak het eerste wat verloren gaat bij verwardheid, dementie, delier en andere toestanden van niet goed functioneren van de hersenen.
- Plaats: Weet de patiënt waar hij is? Waar woont hij? Hoe zou hij daar komen?
- Persoon: Weet de patiënt nog wie hij is? Herkent hij zijn eigen arts, familieleden?